# Lentigny
Lentigny é uma comuna francesa na região administrativa de Auvérnia-Ródano-Alpes, no departamento de Loire. Estende-se por uma área de 11,3 km². Em 2010 a comuna tinha 1 797 habitantes (densidade: 159 hab./km²).